# デルタレトロウイルス属
デルタレトロウイルス属(Genus Deltaretrovirus)とはレトロウイルス科オルトレトロウイルス亜科レトロウイルス科の1属。デルタウイルス属のウイルスにはいくつかの哺乳類の群に水平感染するものが含まれる。
デルタレトロウイルス属のウイルスとして牛白血病ウイルスやヒトTリンパ球好性ウイルスなどがある。
タイプ種は牛白血病ウイルスである。